# Oliver Davis
Oliver Davis (* 24. Mai 1993 in Los Angeles, Kalifornien, USA) ist ein US-amerikanischer Filmschauspieler.

## Leben
Davis lebt zusammen mit seinen Eltern und seiner älteren Schwester Morgane, die ebenfalls Schauspielerin ist, in Los Angeles. Wie auch andere Jugendliche, so liebt es Davis, Sport zu betreiben (er spielt Basketball, Volleyball, Fußball, Radfahren) oder mit Freunden Videospiele zu spielen. Er hat als Haustier einen Golden Retriever namens „Hobbes“.
Sein Filmdebüt gab er 2003, im Alter von 10 Jahren, in der Krankenhausserie Emergency Room – Die Notaufnahme. Den Charakter des Alex Taggart verkörperte er bis zum Ende der 11. Staffel in 22 Episoden. Ab der 12. Staffel wurde Davis durch Dominic Janes ersetzt.
Neben seiner Arbeit bei ER stand er auch für andere Projekte vor der Filmkamera. So verkörpert er seit 2004 Jack Hamilton in der Sitcom Rodney. 2006 wird Oliver Davis mit dem Weltkriegsdrama Flags of Our Fathers zum ersten Mal auch kurz im Kino zu sehen sein. Die Regie übernahm Clint Eastwood. Auch 2006 im Kinofilm Lucky Number Slevin, indem Bruce Willis und Josh Hartnett die Hauptrolle spielen, übernahm er eine Nebenrolle.
Auch wurde Davis für Werbespots verpflichtet, so z. B. für das Sylvan Learning Center.

## Filmografie
- 2003–2005: Emergency Room – Die Notaufnahme (ER, Fernsehserie, 21 Folgen)
- 2004: The Almost Guys
- 2004–2008: Rodney (Fernsehserie, 44 Folgen)
- 2006: The Great Malones (Fernsehserie, Folge 1x01 Pilot)
- 2006: The Uniform Motion of Folly
- 2006: Lucky Number Slevin
- 2006: Flags of Our Fathers

## Auszeichnungen
Oliver Davis gewann 2004 einen Young Artist Award für seine Arbeit an „ER“ und war ein Jahr später, 2005, zweimal, für „ER“ und „Rodney“, nominiert.